# 興津港
興津港（おきつこう）は、千葉県勝浦市興津にある避難港。港湾管理者は千葉県。
外房海岸の中部に位置し、天然の湾形を持つ港である。1951年（昭和26年）9月避難港の指定を受け、1953年より小型船舶を対象とした防波堤、船揚場、物揚場が整備されている。現在は主として当地域で活動する小型船の船だまりとして利用されている。また、1996年度（平成8年度）に「エコ・コースト事業」の指定を受け、アカウミガメを主体とした生態系や自然環境に配慮した海岸整備を実施した。景観等に配慮した興津港エコ・コースト事業は、アカウミガメ産卵に配慮した「エコエリア」とレクリエーションに配慮した「レクエリア」の2ゾーンに区別されている。

## 主要施設

### けい留施設
（2017年11月現在）
| 対象 番号 | バース名 | 延長 （メートル） | 所定水深 （メートル） | エプロン幅 （メートル） | 対象船舶 （重量トン数） | 構造・様式 | 備考（供用年）   |
| --------- | -------- | ----------------- | --------------------- | ----------------------- | ----------------------- | ---------- | ---------------- |
| 1         | 南物揚場 | 166.0             | -3.0                  | 6.0                     | 40総トン                | 重力式     | 供用中（1960年） |
| 2         | 南船揚場 | 45.0              | -3.0                  |                         | 5総トン - 10総トン      |            | 供用中（1970年） |
| 3         | 北船揚場 | 135.0             | -1.7                  |                         | 3総トン                 |            | 供用中（1987年） |
| 4         | 北物揚場 | 40.0              | -1.5                  | 13.0                    | 20総トン                | 重力式     | 供用中           |

### 荷捌地、野積場
（2017年11月現在）
| 対象 番号 | 名称     | 面積 （平方メートル） |
| --------- | -------- | --------------------- |
| 5         | 南荷捌地 | 1,429.3               |
| 6         | 北荷捌地 | 300.9                 |

避難港は、航行中の小型船舶が暴風雨やしけが発生した際に避難するための港である。避難港の管轄は国土交通省であり、港湾法第2条第9号に基づいて全国で36の避難港が指定されている。

### レクエリアゾーン・興津海岸
興津港のレクエリアゾーンである興津海岸は、幼児でも危険性が少なく透明度が高い海岸として周知されているが、これは消波テトラポッドが配置された結果、港内の波が穏やかになり、アマモが定着し繁殖したためである。また、近隣住民による海岸の清掃活動が行われている。